# Wilbert Rozas

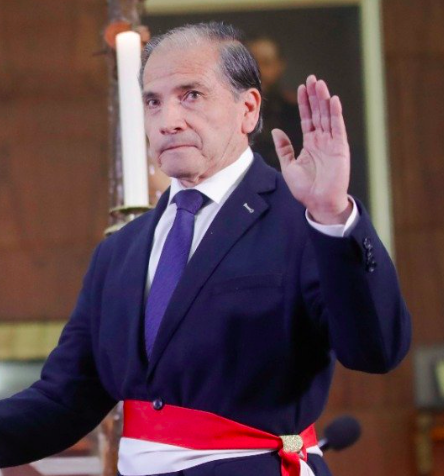
Wilbert Rozas

Wilbert Gabriel Rozas Beltrán (geboren am 28. Februar 1953 im Distrikt Santiago, Cusco) ist ein peruanischer Politiker. Er war von 1993 bis 2002 Bürgermeister von Limatambo, einem Distrikt in der Provinz Anta und von 2003 bis 2010 Provinzbürgermeister von Anta. Von 2016 bis 2019 vertrat er als Abgeordneter die Region Cusco im peruanischen Kongress. Er war vom August bis zum Dezember 2022 peruanischer Umweltminister im Kabinett Castillo.

## Leben
Wilbert Gabriel Rozas Beltrán wurde am 28. Februar 1953 im Distrikt Santiago in Cusco geboren. Nachdem er in Cusco seine Schullaufbahn durchlief, studierte er ab 1971 Pflanzenbauwissenschaft an der Universidad Nacional de San Antonio Abad del Cusco in Cusco, das er 1976 mit einem Bachelor abschloss.

## Politische Laufbahn
Bei den peruanischen Kommunalwahlen 1992 wurde Rozas zum Bürgermeister von Limatambo, einem Distrikt in der Provinz Anta, gewählt. Er wurde 1995 und 1998 wiedergewählt und war insgesamt von 1993 bis 2002 Bürgermeister von Limatambo. Bei den Kommunalwahlen 2002 wurde er als Mitglied der regionalen politischen Bewegung Gobierno Participativo Ayllu zum Provinzbürgermeister von Anta gewählt und 2006 – nun als Mitglied des Partido Socialista – wiedergewählt. Rozas war insgesamt von 2003 bis 2010 Provinzbürgermeister von Anta. Bei den Regionalwahlen 2010 stellte er sich als Mitglied der regionalen politischen Bewegung Tierra y Libertad Cusco erfolglos zur Wahl des Regionalpräsidenten der Region Cusco auf, auch seine Kandidatur 2014 zum Provinzbürgermeister Antas war ohne Erfolg.
Zur Kongresswahl 2016 trat er der dem Wahlbündnis Frente Amplio bei und wurde als Abgeordneter für die Region Cusco in den peruanischen Kongress gewählt. Er wurde für die Wahlperiode vom 27. Juli 2016 bis zum 26. Juli 2021 gewählt, verlor aber wie alle anderen Abgeordneten sein Mandat, als Präsident Martín Vizcarra am 30. September 2019 den Kongress auflöste. Als Abgeordneter leitete er die Kommission Andine, amazonische und afroperuanische Dörfer, Umwelt und Ökologie (Comisión de Pueblos Andinos, Amazónicos, Afroperuanos, Ambiente y Ecología) an. Zur Neuwahl am 26. Januar 2020 ließ er sich nicht aufstellen.
Am 24. August 2022 wurde Rozas von Präsident Pedro Castillo zum Umweltminister im Kabinett Castillo ernannt. Er war dies bis zum 7. Dezember 2022, als Castillo und somit auch seine Regierung nach dessen versuchtem Selbstputsch vom peruanischen Kongress in einem Misstrauensvotum abgesetzt wurde.